# I Really Love You
«I Really Love You» — песня авторства Лероя Сверингена, впервые записанная группой The Stereos в 1961 году. Песня вышла в виде сингла на Cub Records (филиале лейбла MGM Records) и достигла 29-й позиции в чарте Billboard Top 40. В 1982 году Джордж Харрисон выпустил кавер-версию песни на альбоме Gone Troppo. Версия Харрисона также была издана в виде сингла в США, но не попала в чарты.